# جونزاك
جونزاك ( 
تنطق بالفرنسية: [ʒɔ̃zak]
هي إحدى مجتمعات مقاطعة شارينت ماريتيم، نوفيل آكيتين، جنوب غرب فرنسا.
ولد فيها المؤرخ جان جلينيسون (1921-2010) في جونزاك وكذلك الفيلسوف جان هيبوليت (1907-1968)

## جغرافية
يتدفق منها نهر Seugne إلى الشمال الغربي عبر البلدية ويعبر المدينة.
محطة جونزاك لها اتصال مباشر بمحطة غار دي بوردو سان جان Gare de Bordeaux-Saint-Jean.
تقع جونزاك في جنوب شارينت ماريتيم ، وعاصمة المقاطعة لاروشيل 105 كم إلى الشمال الغربي.  تقع عاصمة منطقة نوفيل آكيتين ، بوردو ، على بعد 90 كم إلى الجنوب الغربي.  55 كم إلى الشرق من أنغوليم ، عاصمة مقاطعة شارينت المجاورة.

## أنظر أيضا
- كوميونات دائرة شارينت البحرية